# Marie Leskien-Lie
Marie Leskien-Lie, auch Marie Leskien, geborene Marie Sofie Lie (geboren am 21. Mai 1877 in Kristiania; gestorben am 10. November 1957 in Leipzig), war eine norwegisch-deutsche Übersetzerin.

## Leben
Lie war eine Tochter des norwegischen Mathematikers Marius Sophus Lie und dessen Frau Anna Sophie Oline Ingerine (geborene Birk oder Birch, 1854–1920). In ihrer Familie wurde sie zumeist Lillemor oder Maia gerufen und später Mai genannt. Ihre Eltern verabschiedeten sich kurz nach ihrer Geburt voneinander, wobei sich die Mutter mit dem Baby in ihr Elternhaus nach Risør begab und der Vater seine jährliche Bergtour unternahm.
Sie zogen im April 1886, als sie fast neun Jahre alt war, nach Leipzig in die Seeburgstraße Nr. 5, da ihr Vater als Professor an der nahegelegenen Universität arbeitete. Zunächst hatte sie Schwierigkeiten sich mit anderen Kindern anzufreunden, da sie die Sprache nicht beherrschte. Doch sie lernte sehr schnell Deutsch, so dass sie die Sprache bereits nach vier Monaten gut beherrschte. Im August 1886 mietete ihr Vater für die Familie die Angermühle in Berga, das etwa 50 bis 60 km südlich von Leipzig gelegen ist, wo sie die Ferienzeit verbrachten.
In Leipzig besuchte sie bis 1898 das Mädchen-Gymnasium von Fräulein Käthe Windscheid; Dagny besuchte die Höhere Mädchenschule von Fräulein Baur und Herman das Nikolai-Gymnasium. Im September 1898 kehrten die Eltern mit den jüngeren Geschwistern nach Norwegen zurück. Sie hingegen blieb und studierte Sprachen an der Universität Leipzig. Gemeinsam mit ihrem Mann übersetzte sie norwegische Literatur ins Deutsche, hier insbesondere Werke von Alexander Lange Kielland. Später reiste sie nach Stavanger und Jæren in Norwegen, die sie selbst als „Kiellands Landschaft“ bezeichnete. Sie war Lehrerin und leitete über viele Jahre Kurse für Mädchen, die zum Abitur führten. In den 1930er-Jahren musste sie diese Tätigkeit einstellen und gab Privatstunden, auch für vom öffentlichen Unterricht ausgeschlossene jüdische Mädchen.

## Familie

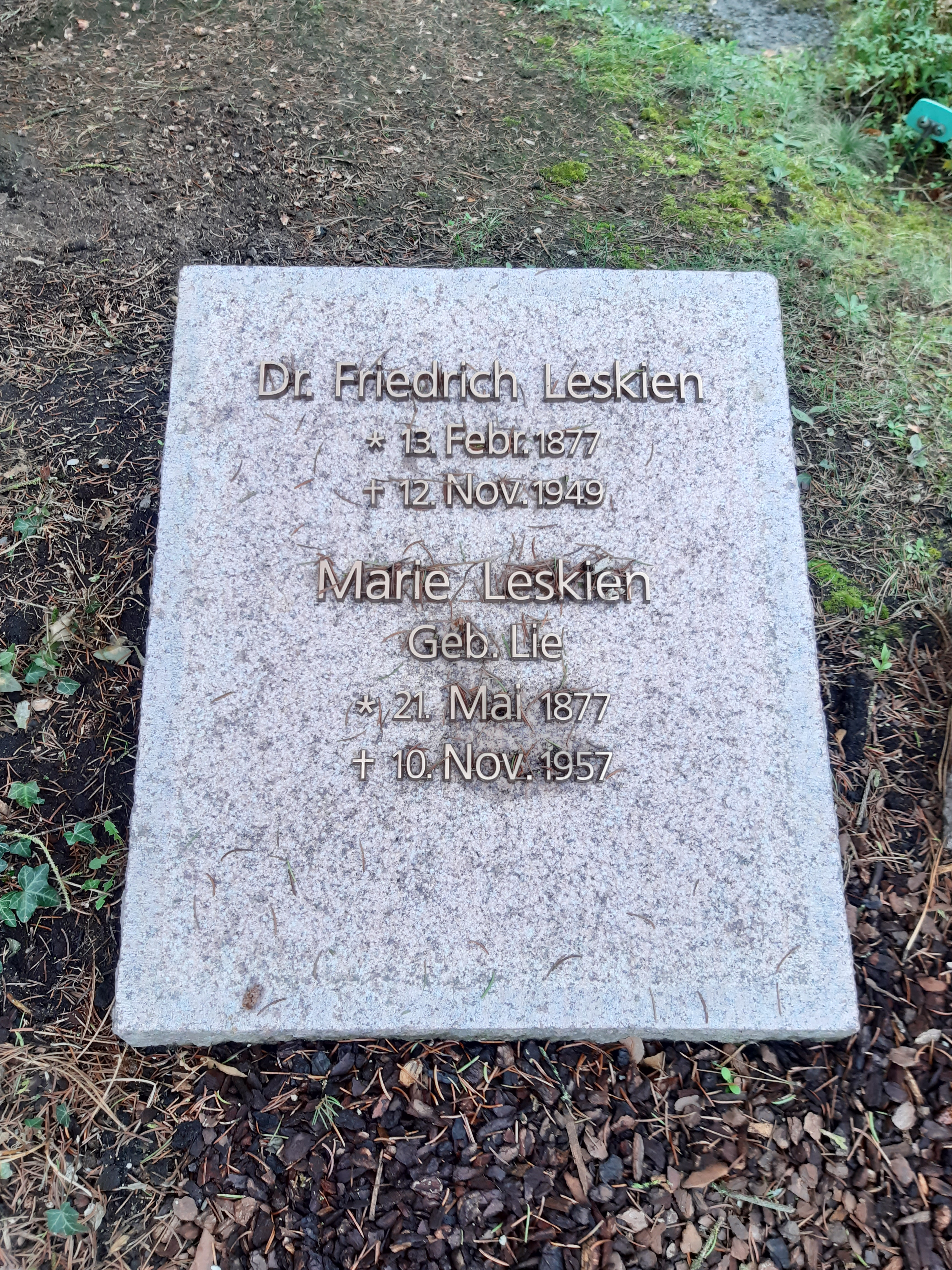
Grabplatte Friedrich und Marie Leskien

Leskien-Lie heiratete im Jahr 1905 den Augenarzt Friedrich „Fritz“ Leskien (13. Februar 1877–12. November 1949), bis 1908 Arzt an der „Heilanstalt für Augenkranke“, anschließend niedergelassener Augenarzt, einen Sohn des Professors für slawische Sprachen August Leskien. Das Paar hatte zwei Kinder:
- Ragna Leskien (1908–2007) ⚭ mit Ernst Hölder (2. April 1901–30. Juni 1990), Professor für Mathematik in Leipzig und Mainz[4]
  - Peter Hölder (1936–2018)
  - Birgit Hölder (geboren 1943)
- Hans Peter Leskien (1912–1985), wurde Arzt. Er wanderte um 1936/1937 nach Palästina aus, da er das Nazi-Regime ablehnte, und blieb, obwohl er kein Jude war, nach dem Ende des Krieges dort, als aus dem Protektorat Palästina der Staat Israel wurde.[5] Er war dreimal verheiratet:

1. mit Erika Langen, eine Tochter Jutta Leskien (geboren 1937)
2. mit Eva Brandt, eine Tochter Marie Leskien (gestorben als Kleinkind)
3. mit Uta Heusinger, drei Kinder: Katja Leskien (geboren 1962), Dan Leskien (geboren 1964), Bettina Leskien (geboren 1967)

Sie hatte zwei Geschwister:
- Dagny Lie (5. Juli 1880–28. Dezember 1945) ⚭ 1904 mit Walther Straub. Beide starben durch den Bombenangriff auf München im Jahr 1944. Dagny starb 1945 in der Wohnung ihres Sohnes Harald an den Verletzungen, die sie dort erlitten hatte.
  - Harald Walter Straub (* 21. November 1905–1973) wurde Physiker und wanderte in die Vereinigten Staaten aus.[6]
  - Peter Straub (14. Februar 1909–13. Juni 1995), wurde Jurist und war als Diplomat in Rom sowie als Soldat in der Armee Erwin Rommels tätig (kam im Mai 1943 in Tunis in Kriegsgefangenschaft). Er wurde später Bürgermeister in Oberlengenhardt im Schwarzwald.
- Johan Herman Lie (22. April 1884–7. Mai 1960) ⚭ Neujahr 1914 mit Karen Inga [Basken] Werenskiold (30. April 1889–13. Oktober 1952), einer Tochter des Malers Erik Werenskiold und dessen Frau Sophie (geborene Thomesen, 1849–1926). Diese Ehe wurde 1925 geschieden.
  - Per Werenskiold (* 2. Februar 1922–1952) wurde Physiker.

Das Familiengrab befindet sich auf dem Südfriedhof in Leipzig, II. Abteilung 17 und 18.

## Übersetzungen (Auswahl)
- Ågot Gjems Selmer: Schwesterchen. Eine Erzählung für die ganze Familie. Merseburger, Leipzig 1913 (Originaltitel: Lillemor).

Gemeinsam mit Friedrich Leskien:
- Alexander Lange Kielland: Else eine Weihnachtserzählung. Harmonie, Berlin 1900.
- Alexander Lange Kielland: Rings um Napoleon (= Gesammelte Werke. 5). 2 Bände, Merseburger, Leipzig 1907.
- Jens Zetlitz Kielland: Zwei Brüder eine Erzählung von der See. Merseburger, Leipzig 1911.